# Anommonia spinipleura
Anommonia spinipleura är en tvåvingeart som först beskrevs av Richards 1968.  Anommonia spinipleura ingår i släktet Anommonia och familjen hoppflugor.
Artens utbredningsområde är Uganda. Inga underarter finns listade i Catalogue of Life.